# Norbert Balogh
Norbert Sandor Balogh (Hajdúböszörmény, 21 februari 1996) is een Hongaars voetballer die bij voorkeur als aanvaller speelt. Hij tekende in januari 2016 bij US Palermo.

## Clubcarrière
Balogh werd geboren in Hajdúböszörmény en sloot zich aan bij de lokale voetbalclub. Op tienjarige leeftijd maakte hij de overstap naar Debreceni VSC. Hij groeide op in armoede. In 2014 werd hij enkele maanden verhuurd aan Létavértes. In totaal maakte de Hongaarse aanvaller vijf doelpunten in 33 competitieduels voor Debreceni. In januari 2016 werd hij voor een bedrag van 2,2 miljoen euro verkocht aan US Palermo. Balogh debuteerde in de Serie A op 17 januari 2015 tegen Genoa CFC.

## Interlandcarrière
Balogh kwam uit voor diverse Hongaarse nationale jeugdelftallen. In 2015 debuteerde hij in Hongarije –21. Balogh kwam tot op heden in totaal twee keer uit voor de nationale ploeg van Hongarije. Onder leiding van de Duitse bondscoach Bernd Storck maakte hij zijn debuut op 5 juni 2017 in de vriendschappelijke thuiswedstrijd tegen Rusland (0-3) in Boedapest, net als Márk Kleisz (Vasas SC), Márton Eppel (Honvéd) en Dávid Márkvárt (Puskás Akadémia). Hij viel na 70 minuten in voor Eppel.